# 石塚夢見
石塚夢見（いしづか ゆめみ）は、日本の漫画家。8月14日生まれ。埼玉県出身、A型。

## 概要
1980年代中後期、小学館の高年齢少女雑誌プチコミックで人気を博した。
その当時の作風はメロドラマが多く芸能界を舞台に少女が愛と執着と野望の渦巻く中で成長する姿を描いているものが多い。
「ピアニシモでささやいて」はシンガーソングライターの少女が主人公。次作「愛のように幻想（おど）りなさい」は戦前の軍国主義の高まりの中で映画界が軍に抑圧される状況下での記憶喪失の女優のそれぞれ愛と成長の物語を描いている。
「愛のように幻想りなさい」の佳境、サブヒロインの一人が(事実は不明ながら)近親相姦を覚悟して進むという描写がなされたが翌月雑誌の廃刊に伴い当作品含めほとんどが最終回となり該当シーンは単行本で貴族と平民の身分差の意識へと変更されている。
その後、Judy（ジュディー）誌で連載したOL漫画「朝倉くん ちょっと!」（原作：大石けんいち）は台湾でドラマ化（朝倉くん ちょっと!）されている。（原題：Hi!上班女郎、邦題：朝倉くんちょっと!〜Working girl〜）。2000年代に入ってからは講談社のBE・LOVEから「ピアニシモでささやいて 第二楽章」「おしみなく緑ふる」(満州国から日本への苛酷な引き上げを描いた)、2010年代には、秋田書店から「またね!」(猫にまつわるショート・コミック集)、などを発表している。

## 作品リスト
- どきどき・ぶらいだる 全7巻
- ピアニシモでささやいて 全8巻 / 文庫全4巻
- 石塚夢見傑作集

1. 愛していいですか
2. また明日!
3. やさしい歌なんかいらない
4. うまいほどお天気
5. ８月の冗談
6. ３月の犬笛
7. カナンで待ってて
8. 君が天使だった

- 愛のように幻想（おど）りなさい 全5巻
- 朝倉くんちょっと! 全22巻（原作：大石けんいち）
- 夢見のラブエモーション

1. SURRENDER-無条件降伏
2. 週末Heaven
3. 階上のライオン

- 夢見のPASSIONATE LOVE

1. MUGEN〜無限〜

- 風の盆恋歌（原作：高橋治）
- KARAN 全2巻
- 今日がいちばん! 全4巻
- ピアニシモでささやいて 第二楽章 全9巻
- 別れてのちの恋歌（原作：高橋治）
- 黄金色のカノン
- おしみなく緑ふる
- またね! 全4巻
- 3.11 あの日を忘れない1 〜飯舘村・ほんの森でまってる〜
- 愛のコトノハ